# Grevillea banksii
Grevillea banksii är en tvåhjärtbladig växtart som beskrevs av Robert Brown. Grevillea banksii ingår i släktet Grevillea och familjen Proteaceae. Inga underarter finns listade i Catalogue of Life.